# Can Bohigues
Can Bohigues, Ca n'Esteva o Can Carbonell, és un edifici al municipi d'Anglès (Selva) inclòs en l'Inventari del Patrimoni Arquitectònic de Catalunya.
És un edifici de tres plantes entre mitgeres i amb coberta de doble vessant a façana al costat esquerre del carrer d'Avall. Respon a la tipologia de casa medieval. Després d'una acurada restauració a la fi del segle xx, la façana actual és de pedra vista.
La planta baixa té una porta principal de pedra amb un arc de mig punt de dovelles de mida mitjana. El primer pis té una finestra amb ampit, muntants i llinda de pedra amb una inscripció. A la base de l'ampit de la finestra hi ha tres blocs rectangulars de suport. Aquesta solució és bastant comú a l'època de la construcció i en la resta del carrer d'Avall. El segon pis té una finestra amb llinda de fusta i muntants de pedra de maçoneria, similar a la resta de la façana. El ràfec del teulat sobresurt mig metre de la façana i deixa entreveure vuit caps de biga de fusta i els taulons que suporten les teules. La llinda monolítica de la finestra del primer pis té la inscripció següent: